# سيميلاك
سيميلاك (بالإنجليزية: Similac)‏ هو نوع من حليب الأطفال الرضع والذي تم تطويره من قبل ألفريد بوسورث من جامعة تافتس وتسويقه من قبل مختبر أبوت.

## وصلات خارجية
- الموقع الرسمي